# Statens pris- och kartellnämnd
Statens pris- och kartellnämnd (SPK, namn före 1988) respektive Statens pris- och konkurrensverk (namn 1988-1992), var en svensk statlig myndighet under länsstyrelserna i Sverige inrättad 1957 för att övervaka och utreda konkurrensen inom näringslivet. 
SPK ändrade 1988 namn till Statens pris- och konkurrensverk och 1992 ersattes detta verk av nybildade Konkurrensverket, som även övertog uppgifter från några ytterligare myndigheter.

## Överdirektör och chef
- 1957–1965: Helmer Olsson

## Generaldirektörer och chefer
- 1965–1971: Helmer Olsson
- 1971–1984: Åke Englund
- 1984–1987: Lars Hillbom
- 1987–1988: Jörgen Holgersson

## Generaldirektör och chef för Pris- och konkurrensverket
- 1988–1992: Jörgen Holgersson